# Polosud Records
La Polosud Records è una casa discografica italiana attiva dagli anni ottanta.

## Storia della Polosud Records
L'etichetta è stata fondata come diretta evoluzione dello studio "Il Parco", nato nel 1981 da un’idea di Ninni Pascale e Mario Savastano.
Per i primi anni di attività tutte le pubblicazioni non furono catalogate, fino al 1993, anno in cui "Il Parco" prese definitivamente il nome di "Polosud Records".
Tra i gruppi musicali e gli artisti che hanno registrato durante gli anni ci sono i Walhalla (di cui lo stesso Ninni Pascale faceva parte insieme alla sorella Gabriella Pascale ed Ettore Sciarra), Bisca, Little Italy, Panoramics, Blue Stuff, Daniele Sepe, Tullio De Piscopo, Eugenio ed Edoardo Bennato, Roberto Murolo, Fausto Cigliano, Angela Luce, Enzo Gragnaniello, James Senese, Enzo Avitabile, Nino Buonocore, Ernesto Vitolo, Eugenio Finardi, Maria Pia De Vito e Joe Amoruso.
Tra gli ospiti internazionali ricordiamo Mike Stern, Naná Vasconcelos e Peter Gordon.

## Le rarità
Le pubblicazioni dal 1981 al 1993 non sono mai state catalogate. Molti dei dischi di quegli anni sono diventati oggetto di culto vero e proprio tra gli appassionati, come "SDS" dei Bisca del 1984, 33 giri in cartone ondulato, ogni copia fu scritta a mano; "Malamusica" primo disco di Daniele Sepe, riedito successivamente nel 1996 in CD ma l'edizione in vinile resta una rarità.

## Il catalogo

### CD
| Numero di catalogo | Anno | Interprete                              | Titoli                                      |
| ------------------ | ---- | --------------------------------------- | ------------------------------------------- |
| PS001              | 1993 | Gabriella Pascale                       | Gabriella Pascale                           |
| PS002              | 1993 | Daniele Sepe                            | Vite Perdite                                |
| PS003              | 1994 | Alan Wurzburger                         | Alan Wurzburger                             |
| PS004              | 1995 | Antonio Onorato                         | Volo d'Angelo                               |
| PS005              | 1995 | AGCA                                    | Tratti d'Incontri Straordinari              |
| PS006              | 1996 | Marco Zurzolo                           | Lido Aurora                                 |
| PS007              | 1996 | Disneyland degli Dei                    | Disneyland degli Dei                        |
| PS008              | 1996 | Daniele Sepe                            | Malamusica (ristampa)                       |
| PS009              | 1996 | Maria Pia De Vito                       | Fore Paese                                  |
| PS010              | 1996 | Paolo di Sarcina                        | Kammermuzak                                 |
| PS011              | 1997 | Francesco D'Errico                      | Le Mille e Una Notte                        |
| PS012              | 1997 | Antonio Onorato                         | South Winds                                 |
| PS013              | 1997 | Demonilla                               | Demonilla                                   |
| PS014              | 1997 | Ninette                                 | Mondanità                                   |
| PS015              | 1997 | Andrea Campese - Andreasbanda           | Vedi alla Voce Banda                        |
| PS016              | 1997 | Enzo Nini                               | Doppio Sogno Doppio                         |
| PS017              | 1997 | Alan Wurzburger                         | Spingole                                    |
| PS018              | 1997 | Giorgio Li Calzi                        | Santa Lucia                                 |
| PS019              | 1997 | AA.VV.                                  | Sottotiro ‘97                               |
| PS020              | 1997 | Le Loup Garou                           | 13 Pequeños Bau Bau                         |
| PS021              | 1997 | AA.VV. - L’Aquilone                     | Con Senso                                   |
| PS022              | 1997 | Daniele Sepe                            | Spiritus Mundi                              |
| PS023              | 1997 | Francesco D’Errico                      | Riflessi e Ideati                           |
| PS024              | 1998 | Marco Zurzolo                           | Polvere di Napoli                           |
| PS025              | 1998 | Antonio Onorato                         | Bella Jurnata                               |
| PS026              | 1998 | Maria Pia De Vito                       | Triboh                                      |
| PS027              | 1999 | Daniele Sepe                            | Totòsketches                                |
| PS028              | 1999 | Fausto Cigliano                         | Teatro nella Canzone Napoletana             |
| PS029              | 2000 | Francesco D’Errico                      | Napoletana                                  |
| PS030              | 2000 | Antonio Onorato                         | Un grande abbraccio                         |
| PS031              | 2000 | Luigi De Filippo                        | La Commedia del Re Buffone e del Buffone Re |
| PS032              | 2000 | Daniele Sepe                            | Truffe & Other Sturiellett’                 |
| PS033              | 2000 | Pina Cipriani                           | Canta Eduardo                               |
| PS034              | 2000 | James Senese                            | Sabato Santo                                |
| PS035              | 2001 | Aldo Farias                             | Murales                                     |
| PS036              | 2001 | Antonio Onorato                         | The Soul Breath                             |
| PS037              | 2002 | Gesualdo                                | Lottatore                                   |
| PS038              | 2002 | Coro Polifonico San Leonardo di Procida | Fenesta Che Lucive                          |
| PS039              | 2002 | Paolo Di Sarcina                        | Veleno                                      |
| PS040              | 2002 | Contrabbanda                            | Contrabbanda                                |
| PS041              | 2002 | Fausto Cigliano                         | ...e Adesso Slow                            |
| PS042              | 2003 | Lorenzo Hengeller                       | Parlami Mariù Ma Non d’Amore                |
| PS043              | 2003 | Andrea Campese - Andreasbanda           | D'Altro Canto                               |
| PS044              | 2003 | Orchestra Jazz a Majella                | Lettere da Orsara                           |
| PS045              | 2003 | Consiglia Licciardi                     | Torna Maggio                                |
| PS046              | 2003 | Juke Joint                              | Roll the Belly!                             |
| PS047              | 2004 | Fausto Cigliano                         | L'oro di Napoli                             |
| PS048              | 2004 | Daniele Sepe                            | Truffe & Other Sturiellett’ vol.2           |
| PS049              | 2004 | Le Loup Garou                           | Capri Apokalipse                            |
| PS050              | 2004 | Angela Luce                             | I colori della mia vita                     |
| PS051              | 2004 | ‘A67                                    | ‘A67                                        |
| PS052              | 2004 | Pina Cipriani                           | Chisto è nu filo d’erba e chillo è ‘o mare  |
| PS053              | 2004 | Vittorio Riva                           | I Fill At Home                              |
| PS054              | 2004 | Jenny Sorrenti                          | Com'è Grande Enfermidade                    |
| PS055              | 2004 | Officina Zoè                            | Crita                                       |
| PS056              | 2005 | ‘A67                                    | ‘A Camorra song’io                          |
| PS057              | 2005 | Luna Di Seta                            | Luna Di Seta                                |
| PS058              | 2006 | Contrabbanda                            | Il Giudizio Universale                      |
| PS059              | 2006 | Lorenzo Hengeller                       | Il Giovanotto Matto                         |
| PS060              | 2006 | Napolincanto                            | Napule, Popolo e Dio                        |
| PS061              | 2007 | ‘A67                                    | Voglie Parlà                                |
| PS062              | 2007 | Officina Zoè                            | Live in Japan                               |
| PS063              | 2008 | Pino De Maio                            | Grigia è Napule                             |
| PS064              | 2008 | A’67                                    | Suburb                                      |
| PS065              | 2009 | AA.VV.                                  | No More Rainy Days                          |
| PS066              | 2009 | Angela Luce                             | Luce per Totò                               |
| PS067              | 2009 | Le Loup Garou                           | Makarri Twist                               |
| PS068              | 2009 | Officina Zoè                            | Maledetti Guai                              |
| PS069              | 2009 | I Virtuosi di San Martino               | 5 in Condotta                               |
| PS070              | 2009 | Concerto Musicale Speranza              | Processione D’Ammore                        |
| PS071              | 2010 | Enzo Nini                               | Otto Jazz Club                              |
| PS072              | 2010 | Mimmo Di Francia                        | Rotta su Napoli                             |
| PS073              | 2010 | Lorenzo Hengeller                       | Canzoniere Minimo Leggero                   |
| PS074              | 2010 | Fausto Cigliano                         | Oro di Napoli Vol.2                         |
| PS075              | 2010 | Ernesto Vitolo                          | Vitologic                                   |
| PS076              | 2011 | TrioTarante                             | Canti Migranti                              |
| PS077              | 2011 | Gabriella Pascale                       | Costa Ovest                                 |
| PS078              | 2011 | Brunella Selo                           | Io Sono Ulisse                              |
| PS079              | 2011 | Andrea Campese-Andreasbanda             | De Pie, Cantar                              |
| PS080              | 2012 | Viaggio in Duo                          | Secondo noi                                 |
| PS081              | 2012 | Epo                                     | Ogni Cosa è al Suo Posto                    |
| PS082              | 2012 | Concerto Musicale Speranza              | La Questua dei Musici Ambulanti             |
| PS083              | 2013 | JFK & la Sua Bella Bionda               | Le Conseguenze dell’Umore                   |
| PS084              | 2013 | Fausto Cigliano                         | Silenzio Cantatore                          |
| PS085              | 2013 | Simone Spirito                          | Le Luci del Mattino                         |
| PS086              | 2015 | Mariangela D’Abbraccio                  | E chi mo canta appriesso a mme?             |
| PS087              | 2015 | Mariano Bellopede                       | Di Altri Sguardi                            |
| PS088              | 2015 | Meditamburi                             | Antichi Viaggiatori                         |
| PS089              | 2016 | Lorenzo Hengeller                       | Gli Stupori del Giovane Hengeller           |
| PS090              | 2016 | Giovanni Block                          | S.P.O.T.                                    |

### DVD
| Numero di catalogo | Anno | Interprete                       | Titoli                                   |
| ------------------ | ---- | -------------------------------- | ---------------------------------------- |
| PS501              | 2012 | Emidio Ausiello e Michele Maione | Metodo Pratico per Tammorra e Tamburello |